# Municipio de Hamilton (condado de Jackson, Ohio)
El municipio de Hamilton (en inglés: Hamilton Township) es un municipio ubicado en el condado de Jackson en el estado estadounidense de Ohio. En el año 2010 tenía una población de 614 habitantes y una densidad poblacional de 9,3 personas por km².

## Geografía
El municipio de Hamilton se encuentra ubicado en las coordenadas 38°53′15″N 82°42′31″O / 38.88750, -82.70861. Según la Oficina del Censo de los Estados Unidos, el municipio tiene una superficie total de 66.05 km², de la cual 66,05 km² corresponden a tierra firme y (0,01 %) 0,01 km² es agua.

## Demografía
Según el censo de 2010, había 614 personas residiendo en el municipio de Hamilton. La densidad de población era de 9,3 hab./km². De los 614 habitantes, el municipio de Hamilton estaba compuesto por el 97,72 % blancos, el 0,16 % eran afroamericanos, el 0,65 % eran amerindios, el 0,49 % eran asiáticos, el 0,16 % eran de otras razas y el 0,81 % eran de una mezcla de razas. Del total de la población el 0,49 % eran hispanos o latinos de cualquier raza.